# آنگل کارالیچف

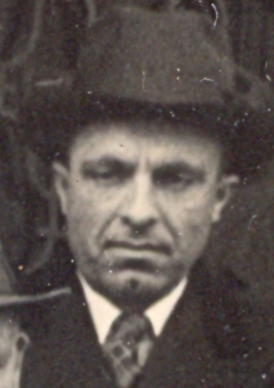
آنگل کارالیچف.

آنگل کارالیچف (به بلغاری: Ангел Каралийчев) (۲۱ اوت ۱۹۰۲ - ۱۴ دسامبر ۱۹۷۲) از نویسندگان ادبیات کودکان اهل بلغارستان بود. او در استراژیتسا در استان ولیکو تارنوو به‌دنیا آمد.
آنگل کارالیچف نخست به سرودن شعر پرداخت اما به آثار منثور راغب گشت، قهرمانان داستان‌هایش را بیشتر از میان سالخوردگان تهیدست و بی‌تاب و توان برگزیده است. داستان بهار نخستین اثر منثور وی است. افسانه‌های بلغاری را برای کودکان مشتمل بر چند جلد گرد آورد. در آثار کارالیچف علاقه او به توده مردم، زیبایی‌های طبیعت بلغارستان، و میراث کشورش نمایان است.
کارالیچف در سال ۱۹۶۶ موفق به دریافت جایزه دیمیتروف شد.